# Campionati italiani assoluti di ginnastica artistica 2021
I Campionati assoluti di ginnastica artistica 2021 sono stati l'83ª edizione dei Campionati italiani assoluti di ginnastica artistica. Si sono svolti a Napoli, il 10 e l'11 luglio 2021, presso il PalaVesuvio.

## Riepilogo
A livello femminile, Giorgia Villa si è riconfermata campionessa italiana assoluta per la seconda volta consecutiva (terza volta in carriera).
Elisa Iorio vince per la prima volta l'oro alle parallele, dopo essersi ripresa dall'infortunio di dieci mesi prima.
Alla trave Martina Maggio si riconferma campionessa vincendo il terzo titolo in carriera su quest'attrezzo.
Durante questo Campionato le assenze sono state diverse: Vanessa Ferrari, non ha gareggiato per non sovraccaricare vista la vicinanza con le Olimpiadi di Tokyo, Giorgia Leone non ha gareggiato in ripresa da un infortunio al legamento del ginocchio. Durante le finali di specialità Giorgia Villa viene tenuta a riposo a causa di un infortunio procuratosi durante la finale individuale del giorno precedente, inoltre a nessuna delle ragazze in partenza per Tokyo (Giorgia Villa, Asia D'Amato, Alice D'Amato e Martina Maggio), viene concesso di fare il corpo libero durante le finali, per evitare infortuni.
A livello maschile, Ludovico Edalli si conferma nuovamente campione italiano assoluto per la sesta volta in carriera, alle sue spalle Stefano Patron e Nicola Bartolini.
Al corpo libero Niccolò Mozzato vince il titolo dopo essersi ripreso dall'infortunio dei mesi precedenti, pari merito con Nicola Bartolini.
Alla sbarra, nonostante una caduta in uscita, Carlo Macchini vince il titolo. Marco Lodadio si riprende il titolo agli anelli.

## Programma
- Sabato 10: concorso generale femminile e maschile
- Domenica 11: finali di specialità

## Ginnasti ammessi

### Ginnastica artistica femminile
| Nº | Ginnasta                | Società                | VT | P.Asim. | Tr. | C.L. |
| -- | ----------------------- | ---------------------- | -- | ------- | --- | ---- |
| 1  | Angela Andreoli         | Brixia                 | ●  | ●       | ●   | ●    |
| 2  | Emily Armi              | Ginnastica Salerno     | ●  | ●       | ●   | ●    |
| 3  | Camilla Campagnaro      | G.S. Audace            | ●  | ●       | ●   | ●    |
| 4  | Desiree Carofiglio      | Fiamme Oro             |    | ●       | ●   |      |
| 5  | Caterina Cereghetti     | Ginnastica Riccione    | ●  | ●       | ●   | ●    |
| 6  | Maria Vittoria Cocciolo | World Sporting Academy |    | ●       | ●   |      |
| 7  | Alice D'Amato           | Fiamme Oro             | ●  | ●       | ●   |      |
| 8  | Asia D'Amato            | Fiamme Oro             | ●  | ●       | ●   | ●    |
| 9  | Manila Esposito         | Gin Civitavecchia      | ●  | ●       | ●   | ●    |
| 10 | Giada Grisetti          | Ginnastica Bollate     | ●  | ●       | ●   | ●    |
| 11 | Alessia Guicciardi      | AG Biancoverde         | ●  | ●       | ●   | ●    |
| 12 | Elisa Iorio             | Fiamme Oro             |    | ●       | ●   |      |
| 13 | Carolina James          | AG Biancoverde         | ●  |         |     |      |
| 14 | Irene Lanza             | Ginnastica Torino      | ●  | ●       | ●   | ●    |
| 15 | Martina Maggio          | Fiamme Oro             | ●  | ●       | ●   | ●    |
| 16 | Veronica Mandriota      | Brixia                 | ●  | ●       | ●   | ●    |
| 17 | Micol Minotti           | Ginnastica Bollate     | ●  | ●       | ●   | ●    |
| 18 | Lara Mori               | Giglio                 |    |         | ●   | ●    |
| 19 | Viola Pierazzini        | Giglio                 | ●  | ●       | ●   | ●    |
| 20 | Sara Ricciardi          | Corpo Libero Padova    | ●  | ●       |     |      |
| 21 | Giorgia Villa           | Fiamme Oro             | ●  | ●       | ●   | ●    |
| 22 | Chiara Vincenzi         | Inside Wellness Gym    | ●  | ●       | ●   | ●    |

### Ginnastica artistica maschile
| Nº | Ginnasta            | Società                    | C.L. | Cav. | An. | VT | P.Simm. | Sb. |
| -- | ------------------- | -------------------------- | ---- | ---- | --- | -- | ------- | --- |
| 1  | Yumin Abbadini      | Pro Carate                 | ●    | ●    | ●   | ●  | ●       | ●   |
| 2  | Andrea Amato        | La Costanza 1884           |      |      |     |    |         | ●   |
| 3  | Nicola Bartolini    | Ginnastica Salerno         | ●    | ●    | ●   | ●  | ●       | ●   |
| 4  | Manuel Berettera    | Template:Artistica Brescia | ●    | ●    | ●   | ●  | ●       | ●   |
| 5  | Lorenzo Bonicelli   | Ghislanzoni GAL            | ●    | ●    | ●   | ●  | ●       | ●   |
| 6  | Tommaso Brugnami    | Giovanile Ancona           | ●    | ●    | ●   | ●  | ●       | ●   |
| 7  | Andrea Canazza      | Corpo Libero Padova        |      | ●    |     |    |         |     |
| 8  | Lorenzo Minh Casali | Giovanile Ancona           | ●    | ●    | ●   | ●  | ●       | ●   |
| 9  | Filippo Castellaro  | Spes Mestre                | ●    | ●    | ●   | ●  | ●       | ●   |
| 10 | Andrea Cingolani    | Aeronautica Militare       | ●    | ●    | ●   | ●  | ●       | ●   |
| 11 | Nicholas Costa      | Ginnastica Varesina        | ●    | ●    | ●   | ●  | ●       | ●   |
| 12 | Edoardo De Rosa     | Ares                       | ●    | ●    | ●   | ●  | ●       | ●   |
| 13 | Tommaso De Vecchis  | Ginnastica Salerno         | ●    | ●    | ●   | ●  | ●       | ●   |
| 14 | Antonello Di Cerbo  | Ginnastica Salerno         |      |      |     |    | ●       |     |
| 15 | Andrea Dotti        | "R. Serra" Cesena          | ●    | ●    | ●   | ●  | ●       | ●   |
| 16 | Ludovico Edalli     | Aeronautica Militare       | ●    | ●    | ●   | ●  | ●       | ●   |
| 17 | Ares Federici       | Pro Patria Bustese         | ●    | ●    | ●   | ●  | ●       | ●   |
| 18 | Saul Fermin         | Pro Patria Bustese         |      | ●    |     |    |         |     |
| 19 | Lorenzo Galli       | Aeronautica Militare       | ●    | ●    | ●   | ●  | ●       | ●   |
| 20 | Luca Lino Garza     | La Costanza 1884           | ●    | ●    | ●   | ●  | ●       | ●   |
| 21 | Lay Giannini        | Giovanile Ancona           | ●    | ●    | ●   | ●  | ●       | ●   |
| 22 | Thomas Grasso       | Polisportiva Celle         |      |      |     | ●  |         |     |
| 23 | Riccardo La Scala   | Roma 70                    |      |      |     | ●  |         |     |
| 24 | Davide Lattenero    | Ginnastica Fortitudo       |      |      | ●   |    |         |     |
| 25 | Matteo Levantesi    | Virtus Pasqualetti         | ●    | ●    | ●   | ●  | ●       | ●   |
| 26 | Marco Lodadio       | Aeronautica Militare       |      |      | ●   |    |         |     |
| 27 | Mario Macchiati     | Fermo 85                   | ●    | ●    | ●   | ●  | ●       | ●   |
| 28 | Carlo Macchini      | Fermo 85                   |      |      |     |    |         | ●   |
| 29 | Salvatore Maresca   | Ginnastica Salerno         |      |      | ●   |    |         |     |
| 30 | Roberto Marzocchi   | U.S.D. Forti e Liberi      | ●    | ●    | ●   | ●  | ●       | ●   |
| 31 | Nicolò Mozzato      | Spes Mestre                | ●    | ●    |     |    |         |     |
| 32 | Stefano Patron      | Spes Mestre                | ●    | ●    | ●   | ●  | ●       | ●   |
| 33 | Paolo Principi      | Aeronautica Militare       | ●    | ●    | ●   | ●  | ●       | ●   |
| 34 | Andrea Russo        | Aeronautica Militare       | ●    | ●    | ●   | ●  | ●       | ●   |
| 35 | Marco Sarrugerio    | Juventus Nova              | ●    | ●    | ●   | ●  | ●       | ●   |
| 36 | Fabio Soncini       | Panaro Modena              |      |      |     |    | ●       |     |
| 37 | Gionatan Stradi     | Panaro Modena              |      |      |     | ●  |         |     |
| 38 | Fabrizio Valle      | Ginnastica Roma 70         | ●    | ●    | ●   | ●  | ●       | ●   |
| 39 | Nicolò Vannucchi    | Gymnastic RT               | ●    | ●    | ●   | ●  | ●       | ●   |
| 40 | Giovanni Zillio     | Corpo Libero Padova        | ●    | ●    | ●   | ●  | ●       | ●   |
| 41 | Jacopo Zuliani      | Roma 70                    | ●    | ●    | ●   | ●  | ●       | ●   |

## Podi
| Evento                 | Oro                             | Punti          | Argento          | Punti          | Bronzo                     | Punti          |
| Podio maschile         | Podio maschile                  | Podio maschile | Podio maschile   | Podio maschile | Podio maschile             | Podio maschile |
| ---------------------- | ------------------------------- | -------------- | ---------------- | -------------- | -------------------------- | -------------- |
| Concorso individuale   | Ludovico Edalli                 | 82,500         | Stefano Patron   | 82,350         | Nicola Bartolini           | 81,700         |
| Corpo libero           | Nicola Bartolini Nicolò Mozzato | 14,600         |                  |                | Ares Federici              | 14,550         |
| Cavallo con maniglie   | Tommaso De Vecchis              | 14,000         | Saul Fermin      | 13,750         | Yumin Abbadin              | 13,700         |
| Anelli                 | Marco Lodadio                   | 15,100         | Marco Sarrugerio | 14,450         | Andrea Russo               | 14,250         |
| Volteggio              | Thomas Grasso                   | 14,700         | Nicola Bartolini | 14,425         | Luca Lino Garza            | 14,125         |
| Parallele simmetriche  | Lay Giannini                    | 14,250         | Matteo Levantesi | 14,150         | Mario Macchiati            | 14,050         |
| Sbarra                 | Carlo Macchini                  | 14,150         | Matteo Levantesi | 13,950         | Tommaso De Vecchis         | 13,600         |
| Podio femminile        |                                 |                |                  |                |                            |                |
| Concorso individuale   | Giorgia Villa                   | 54,350         | Asia D'Amato     | 53,400         | Martina Maggio             | 53,350         |
| Volteggio              | Camilla Campagnaro              | 13,975         | Manila Esposito  | 13,575         | Angela Andreoli            | 13,450         |
| Parallele asimmetriche | Elisa Iorio                     | 14,350         | Martina Maggio   | 14,250         | Asia D'Amato Alice D'Amato | 13,850         |
| Trave                  | Martina Maggio                  | 13,650         | Manila Esposito  | 13,550         | Maria Vittoria Cocciolo    | 13,050         |
| Corpo libero           | Angela Andreoli                 | 13,600         | Micol Minotti    | 12,600         | Viola Pierazzini           | 11,750         |

## Risultati in dettaglio

### Concorso individuale femminile
| Pos.    | Ginnasta                | Attrezzo  | Attrezzo  | Attrezzo | Attrezzo     | Totale |
| Pos.    | Ginnasta                | Volteggio | Parallele | Trave    | Corpo libero | Totale |
| ------- | ----------------------- | --------- | --------- | -------- | ------------ | ------ |
| Oro     | Giorgia Villa           | 13,800    | 14,200    | 13,950   | 12,400       | 54,350 |
| Argento | Asia D'Amato            | 14,400    | 13,550    | 12,600   | 12,850       | 53,400 |
| Bronzo  | Martina Maggio          | 14,300    | 14,250    | 12,500   | 12,300       | 53,350 |
| 4       | Veronica Mandriota      | 14,150    | 12,750    | 13,100   | 13,150       | 53,150 |
| 5       | Angela Andreoli         | 13,900    | 12,050    | 14,300   | 12,600       | 52,850 |
| 6       | Manila Esposito         | 13,600    | 12,750    | 13,150   | 11,650       | 51,150 |
| 7       | Camilla Campagnaro      | 13,700    | 12,350    | 12,650   | 12,400       | 51,100 |
| 7       | Irene Lanza             | 13,250    | 13,550    | 11,550   | 12,450       | 50,800 |
| 9       | Chiara Vincenzi         | 13,350    | 13,000    | 12,700   | 11,350       | 50,400 |
| 10      | Micol Minotti           | 13,450    | 11,850    | 11,800   | 12,800       | 49,900 |
| 11      | Giada Grisetti          | 13,250    | 12,750    | 12,450   | 11,350       | 49,800 |
| 12      | Emily Armi              | 13,200    | 11,400    | 12,700   | 12,150       | 49,450 |
| 13      | Viola Pierazzini        | 12,750    | 12,250    | 11,750   | 12,350       | 49,100 |
| 14      | Caterina Cereghetti     | 13,800    | 10,150    | 12,350   | 12,250       | 48,550 |
| 15      | Alessia Guicciardi      | 13,400    | 11,150    | 12,400   | 10,750       | 47,700 |
| 16      | Alice D'Amato           | 14,750    | 13,300    | 12,250   | -            | 40,300 |
| 17      | Maria Vittoria Cocciolo | -         | 13,100    | 13,250   | -            | 26,350 |
| 18      | Lara Mori               | -         | -         | 13,200   | 13,050       | 26,250 |
| 19      | Elisa Iorio             | -         | 14,000    | 11,850   | -            | 25,850 |
| 20      | Sara Ricciardi          | 12,800    | 11,800    | -        | -            | 24,600 |
| 21      | Desiree Carofiglio      | -         | 13,450    | 11,050   | -            | 24,500 |
| 22      | Carolina James          | 13,650    | -         | -        | -            | 13,650 |

### Volteggio femminile
| Pos.    | Ginnasta           | D. Score | E. Score | Penalità | 1° Parziale | D. Score | E. Score | Penalità | 2° Parziale | Totale |
| ------- | ------------------ | -------- | -------- | -------- | ----------- | -------- | -------- | -------- | ----------- | ------ |
| Oro     | Camilla Campagnaro | 5.0      | 9,100    | —        | 14,100      | 4.8      | 9,000    | -        | 13,850      | 13,975 |
| Argento | Manila Esposito    | 4.6      | 8,800    | —        | 13,400      | 4.6      | 9,150    | —        | 13,750      | 13,575 |
| Bronzo  | Angela Andreoli    | 4.6      | 9,150    | —        | 13,750      | 4.2      | 8,950    | -        | 13,150      | 13,450 |
| 4       | Sara Ricciardi     | 5.0      | 9,000    | -        | 14,000      | 4.0      | 8,850    | —        | 12,850      | 13,425 |
| 5       | Irene Lanza        | 4.8      | 8,850    | -        | 13,650      | 4.5      | 8,350    | -        | 12,850      | 13,250 |
| 6       | Alessia Guicciardi | 4.6      | 8.800    | -        | 13,400      | 3.7      | 8.600    | —        | 12,300      | 12,850 |
| 7       | Carolina James     | 5.0      | 8,700    | -        | 13,700      | 4.2      | 7,450    | —        | 11,650      | 12,675 |
| Pos.    | Ginnasta           | 1° Salto | 1° Salto | 1° Salto | 1° Salto    | 2° Salto | 2° Salto | 2° Salto | 2° Salto    | Totale |

### Parallele asimmetriche
| Pos.    | Ginnasta                | D Score | E Score | Pen. | Totale |
| ------- | ----------------------- | ------- | ------- | ---- | ------ |
| Oro     | Elisa Iorio             | 6.1     | 8,250   | —    | 14,350 |
| Argento | Martina Maggio          | 5.9     | 8,350   | —    | 14,250 |
| Bronzo  | Asia D'Amato            | 5.7     | 8,150   | —    | 13,850 |
| Bronzo  | Alice D'Amato           | 5.9     | 7,950   | —    | 13,850 |
| 5       | Desiree Carofiglio      | 5.5     | 8,100   | —    | 13,600 |
| 6       | Irene Lanza             | 6.1     | 7,400   | —    | 13,500 |
| 7       | Maria Vittoria Cocciolo | 4.6     | 7,900   | —    | 12,500 |
| 8       | Chiara Vincenzi         | 5.2     | 6,600   | —    | 11,800 |

### Trave
| Pos.    | Ginnasta                | D Score | E Score | Pen. | Totale |
| ------- | ----------------------- | ------- | ------- | ---- | ------ |
| Oro     | Martina Maggio          | 5.1     | 8,550   | —    | 13,650 |
| Argento | Manila Esposito         | 5.4     | 8,150   | —    | 13,550 |
| Bronzo  | Maria Vittoria Cocciolo | 4.9     | 8,150   | —    | 13,050 |
| 4       | Veronica Mandriota      | 5.1     | 7,900   | —    | 13,000 |
| 5       | Angela Andreoli         | 5.8     | 7,050   | —    | 12,850 |
| 6       | Chiara Vincenzi         | 5.3     | 7,250   | —    | 12,550 |
| 7       | Emily Armi              | 4.9     | 7,450   | —    | 12,350 |
| 8       | Camilla Campagnaro      | 4.4     | 7,800   | —    | 12,200 |

### Corpo libero
| Pos.    | Ginnasta           | D Score | E Score | Pen. | Totale |
| ------- | ------------------ | ------- | ------- | ---- | ------ |
| Oro     | Angela Andreoli    | 5.6     | 8,000   | —    | 13,600 |
| Argento | Micol Minotti      | 4.7     | 7,900   | —    | 12,600 |
| Bronzo  | Viola Pierazzini   | 4.9     | 7,150   | 0.3  | 11,750 |
| 4       | Irene Lanza        | 4.8     | 6,550   | —    | 11,350 |
| 5       | Camilla Campagnaro | 4.6     | 6,750   | 0.1  | 11,250 |
| 6       | Veronica Mandriota | 4.9     | 6,150   | —    | 11,050 |